# Coelogynopora hymanae
Coelogynopora hymanae är en plattmaskart som beskrevs av Riser 1981. Coelogynopora hymanae ingår i släktet Coelogynopora och familjen Coelogynoporidae. Inga underarter finns listade i Catalogue of Life.